# Ecuador (wulkan)
Ecuador, także Cape Berkeley – wulkan tarczowy na wyspie Isabela w archipelagu Galapagos. Wznosi się na wysokość 790 m n.p.m. Ostatnia erupcja miała miejsce po roku 1150.

## Opis
Ecuador (790 m n.p.m.) położony jest na równiku, na północno-zachodnim krańcu wyspy Isabela. Jest najmniejszym z sześciu wielkich wulkanów tarczowych wyspy. Powierzchnię jego kaldery pokrywają potoki młodej geologicznie lawy. Wzdłuż wybrzeża ciągną się łańcuchy stożki. Strumienie lawy utworzyły również przylądek Cape Berkeley. Po stronie wschodniej, przy zewnętrznych ścianach wulkanu bierze początek seria szczelin łączących Ecuador z wulkanem Wolf w północnej części wyspy. Zachodnia ściana wulkanu zapadła się. 

## Erupcje
Wulkan, jako jedyny na wyspie, nie jest aktywny. Morfologia jego potoków lawowych zbliżona jest do lawy innych wulkanów na wyspie. Ostatnia erupcja miała miejsce po roku 1150.      